# 安達ツギ
安達 ツギ（あだち ツギ、1874年1月5日 - 1915年）は、明治時代の芸妓・モデル。洗い髪のお妻として知られる。名前について、安達ツキとする資料もある。

## 経歴
長崎県下県郡中村町（現・対馬市）に生まれる。対馬府中藩の朝鮮奉行を務めた土岐守守道（もりみち）は、父である。
1886年上京。後に夫となる小田貴雄（よしお）とともに夫婦養子で小田家に入り、1889年に貴雄と結婚した。貴雄が大学を卒業して鳥取師範学校校長になると、ツギは鳥取で最初に洋装をした女性として有名になるが、後に貴雄と離婚し、新橋の芸妓となる。新橋で芸妓をしていたこともある高岡智照は、この頃のお妻について「花柳界で私が一番好きだった人は、何といっても美人で威厳があって、そして心持のやさしかったお妻姉さんでした」と述懐する。
1891年、凌雲閣で開催された第1回「東京百美人」に出場し、入賞（上位5位まで）は逃すも「洗い髪のお妻」として注目を集めた。「洗い髪」の理由については、髪結いが自宅に来ないため、予定された撮影時刻に間に合いそうにないと判断してやむなく撮影場所に駆け込み、洗い髪のまま写真に納まったと記載する文献もあるが、第1回「東京百美人」の出場者を収めた写真集には髪を結った写真が載っている。1968年に発表された説によると、撮影場所までは洗い髪で赴き、そこで髪を結ってもらった。
1892年、「第二回百美人」にも出場し、この時は洗い髪の写真でエントリーして2位入賞を果たした。
お妻の洗い髪は一種のトレードマークとなり、彼女は客のリクエストに応じて洗い髪でお座敷に出ることも増えた。1900年、日本で絵葉書が販売開始された際も、お妻は洗い髪の写真で絵葉書を飾った。また、「髪あらひ粉」の袋に写真を載せるなど、商品の広告モデルも務めた。たばこの「ゴールデンバット」はお妻のシガレットカードを入れることにより人気を呼んだ。
晩年は築地に「寒菊」という待合を経営し、1915年に心臓麻痺で死去した。享年43歳。

## エピソード
頭山満の寵愛と庇護を受けたことでも知られる。1890年1月、枡田屋の主人から紹介を受けると、頭山は一目惚れしたという。お妻も頭山に惚れており、芝の待合「浜の家」では伊藤博文・渋沢栄一・後藤象二郎などの“大物”の座敷をキャンセルしてまで頭山と過ごした。しかし、1896年、頭山はお妻の毛髪を短刀で切り落とすと、それきりお妻を呼ばなくなった。彼女が頭山に囲われているにもかかわらず、家橘という役者（後の15代市村羽左衛門）を情夫にしたことへの制裁とされる。給料も安く、先代以来の借財が多かった年少の羽左衛門に、身の皮まで剥いて尽したが、羽左衛門はお鯉と結婚した（のち離婚）。このほか、澤村訥升（7代澤村宗十郎）とも浮名を流した。